# Die Leiche
Die Leiche (englischer Originaltitel: The Body) bezeichnet eine im Jahre 1982 in der Novellensammlung Frühling, Sommer, Herbst und Tod veröffentlichte Novelle des US-amerikanischen Schriftstellers Stephen King. Die Erzählung wurde im Jahr 1986 von Rob Reiner als Stand By Me verfilmt, eine deutsche Adaption erschien im Jahr 2005 unter dem Titel Der Schatz der weißen Falken. Sie bildet den Auftakt des Castle-Rock-Zyklus.

## Inhalt
Die Novelle spielt im US-amerikanischen Bundesstaat Maine im Jahr 1960. Der Ich-Erzähler der Geschichte ist der zwölfjährige Junge Gordon Lachance (von seinen Freunden Gordie genannt), der mit seinen Freunden Teddy Duchamp, Vern Tessio und Chris Chambers eine Gang gegründet hat. Die vier sind die beständigen Mitglieder, andere Jungen kommen und gehen nur sporadisch.
Eines Tages belauscht Vern seinen älteren Bruder Billy und hört von einer Leiche – dem vermissten Ray Brower, der gesucht wird und vermutlich von einem Zug erfasst wurde. Die Vier wollen zum ersten Mal in ihrem Leben einen Toten sehen und begeben sich auf die Suche entlang der Bahnlinie. Ihren Eltern täuschen sie vor, bei Vern zu zelten.
Unterwegs müssen sie allerlei Hindernisse überwinden, wie beispielsweise auf dem Schrottplatz einen vermeintlich gefährlichen Hund, und den aggressiven Besitzer des Schrottplatzes in seine Schranken weisen und entkommen. Auf einer Eisenbahnbrücke, bei deren Überquerung ein Zug kommt, müssen Gordie und Vern um ihr Leben rennen. Gordie erzählt ihnen danach eine Geschichte, deren Ende insbesondere Teddy nicht so toll findet und Gordie insgeheim auch nicht. Schließlich setzen sie ihre Wanderung fort, beschließen aber bald, ihr Nachtlager aufzubauen und ein Feuer machen, um sich vor den Stechmücken zu schützen. In dieser Nacht hat Gordie einen Albtraum: Er leidet unter der Wahnvorstellung, dass Vern und Teddy Chris bei nächster Gelegenheit ertränken. Immer wieder kommt es zu emotional aufgeladenen Gesprächen zwischen den vieren.
Plötzlich wacht einer der vier Jungen auf und weckt die anderen, denn er glaubt, etwas gehört zu haben. Als alle wach sind, setzen auf einmal grauenerregende Schreie ein wie von einer Frau, die in Todesangst schreit. Am nächsten Morgen erscheint ihnen alles nicht mehr so schlimm, und als sie einen Tümpel entdecken, stürmen sie voller Freude hinein. Sie hatten sich seit zwei Tagen nicht mehr gewaschen, und das im heißen Sommer. Gordie erinnert sich an seinen Traum, überwindet sich aber und badet doch.
Kurze Zeit später bemerken sie, dass sie in einem Blutegelnest gelandet sind. Schnell verlassen sie den Tümpel und nehmen sich gegenseitig die Egel vom Leib. Bald gehen sie weiter, und nach einiger Zeit finden sie die Leiche von Ray Brower. Sie bestaunen die erste Leiche ihres Lebens und ekeln sich gleichzeitig davor, denn überall auf ihr krabbeln Insekten herum. Doch auf einmal zieht ein Unwetter auf, und zu allem Unglück kommt auch noch eine Gang erwachsener Jungen (im Englischen: The Bluffs), darunter Verns und Chris’ Brüder. Diese reklamieren die Leiche für sich: Sie wollen den Fund der Polizei anzeigen und damit in die Dorfgeschichte eingehen.
Die Situation eskaliert: Chris zieht die Pistole seines Vaters hervor und gibt einen Warnschuss ab. Die Gang zieht sich zurück. Heftiger Hagel entstellt die Leiche. Die vier Jungen gehen nach Hause. Später informiert ein anonymer Anruf von Ace Merrill, Mitglied der Bluffs, die Polizei. Ace und seine Bande nehmen Rache, indem sie Gordon, Chris, Teddy und Vern verprügeln. Schließlich berichtet Gordon, wie Chris und er sich allmählich von Vern und Teddy distanzieren und wie später seine drei Freunde bei verschiedenen Unfällen ums Leben kommen, während er heute Schriftsteller ist.

## Deutschsprachige Veröffentlichungen
- Herbstsonate. Die Leiche. In: Stephen King: Jahreszeiten. Herbst & Winter. Bastei-Lübbe, Bergisch Gladbach 1987, ISBN 3-404-13114-2, S. 7–224. (Erste Auflage der deutschen Lizenzausgabe; Übersetzer: Harro Christensen)
- Frühling, Sommer, Herbst und Tod. Ullstein, 2006, ISBN 3-548-26328-3.